# 리비아 항공의 운항 노선
2017년 1월 기준, 리비아 항공은 다음과 같은 노선을 운항중이다.

## 운항 노선

### 아시아

#### 서남아시아
- 사우디아라비아
  - 제다 - 킹 압둘아지즈 국제공항
- 요르단
  - 암만 - 퀸 알리아 국제공항

### 아프리카

#### 북아프리카
- 리비아
  - 트리폴리 - 트리폴리 국제공항 허브
  - 베이다 - 베이다 국제공항
  - 벵가지 - 베니나 국제공항 허브
  - 가다메스 - 가다메스 공항
  - 가트 - 가트 공항
  - 미스라타 - 미스라타 공항 허브
  - 세바 - 세바 공항
  - 우바리 - 우바리 공항
  - 쿠프라 - 쿠프라 공항
  - 토브루크 - 토브루크 공항
- 모로코
  - 카사블랑카 - 모하메드 V 국제공항
- 알제리
  - 알제 - 우아리 부메디엔 국제공항
- 이집트
  - 카이로 - 카이로 국제공항
  - 알렉산드리아 - 보그 엘 아랍 공항
- 튀니지
  - 튀니스 - 튀니스 카르타고 국제공항
  - 모나스티르 - 모나스티르 하비브 부르기바 국제공항
  - 스팍스 - 스팍스 티나 국제공항

### 유럽

#### 서유럽
- 영국
  - 런던 - 런던 히드로 국제공항
  - 맨체스터 - 맨체스터 공항

#### 남유럽
- 그리스
  - 아테네 - 아테네 국제공항
- 몰타
  - 발레타 - 몰타 국제공항
- 키프로스
  - 라르나카 - 라르나카 국제공항
- 튀르키예
  - 이스탄불 - 아타튀르크 국제공항

## 장기 휴항 노선

### 아시아

#### 서남아시아
- 레바논
  - 베이루트 - 베이루트 국제공항
- 시리아
  - 다마스쿠스 - 다마스쿠스 국제공항
- 아랍에미리트
  - 두바이 - 두바이 국제공항

### 아프리카

#### 북아프리카
- 리비아
  - 시르테 - 시르테 공항
  - 훈 - 훈 공항

### 유럽

#### 남유럽
- 스페인
  - 마드리드 - 마드리드 바하라스 국제공항
- 이탈리아
  - 로마 - 레오나르도 다 빈치 국제공항
  - 밀라노 - 밀라노 말펜사 국제공항
- 튀르키예
  - 앙카라 - 에센보아 국제공항

#### 동유럽
- 우크라이나
  - 키예프 - 보리스필 국제공항

## 단항 노선

### 아시아

#### 남아시아
- 인도
  - 뭄바이 - 차트라파티 시바지 국제공항

#### 서남아시아
- 파키스탄
  - 카라치 - 진나 국제공항

### 아프리카

#### 동아프리카
- 수단
  - 하르툼 - 하르툼 국제공항

#### 북아프리카
- 리비아
  - 브레가 - 브레가 공항

### 유럽

#### 서유럽
- 프랑스
  - 파리 - 파리 샤를 드 골 국제공항
- 독일
  - 프랑크푸르트 - 프랑크푸르트 국제공항
- 네덜란드
  - 암스테르담 - 암스테르담 스키폴 국제공항
- 벨기에
  - 브뤼셀 - 브뤼셀 국제공항

#### 중유럽
- 스위스
  - 취리히 - 취리히 국제공항

#### 동유럽
- 러시아
  - 모스크바 - 도모데도보 국제공항